# Giv'ati
Giv'ati (Hebreeuws: גבעתי) is een mosjav van de regionale raad van Be'er Tuvia. De mosjav ligt in het noordwestelijke deel van de Negev.